# No Coração dos Deuses
No Coração dos Deuses é um filme brasileiro de 1999, dirigido por Geraldo Moraes, com trilha sonora de André Moraes, com participações de Igor Cavalera, Mike Patton e Andreas Kisser.

## Sinopse
Seguindo as pistas de um mapa, um garoto e alguns aventureiros embrenham-se na mata em busca de tesouros dos bandeirantes, e acabam voltando dois séculos no tempo, em busca das lendárias Minas dos Martírios.

## Elenco
Antônio Fagundes — Gaspar Correia / Fernão Dias
Roberto Bonfim — Mestre Gabriel
Bruno Torres — Pedrinho
Mauri de Castro — capelão
Cosme dos Santos — Simão
Ângelo Antônio — Curupira
Mallu Moraes — Catarina 
Cristina Prochaska — mãe de Pedrinho
Edney Giovenazzi — Anhangüera
Iara Jamra — cozinheira
Regina Dourado
André Gonçalves — José Dias
Denise Milfont — 
Tonico Pereira — Cirineu

## Trilha sonora
A trilha sonora do filme foi composta por André Moraes, Igor Cavalera e Andreas Kisser, e conta com a participação de Mike Patton.
Ela recebeu o troféu Candango nas categoria de Melhor Trilha Sonora do ano.

### Faixas
1. O Desconhecido
	
2. Walkman	

3. Gibão De Couro	

4. Bruxaria	

5. Aldeia	

6. Tamanduá De Tróia
	
7. Enforcamento	

8. Tauana E Pedro	

9. Procura O Cara (Ft. Mike Patton)

10. Saída Das Canoas	

11. Índios	

12. Martírios	

13. Feitiçaria De Gabriel
	
14. Terra de Manoa

## Prêmios e indicações
Festival de Brasília 1999 (Brasil)
- Recebeu o troféu Candango nas categoria de Melhor Trilha Sonora e Melhor Cenografia.

Festival do Recife 2000 (Brasil)
- Recebeu o troféu Passista nas categorias de Melhor Ator (Antônio Fagundes), Melhor Trilha Sonora e Melhor Som.

Festival de cuiabá 2000 (Brasil)
- Recebeu o troféu Melhor Trilha Sonora.